# Євтіно
Є́втіно (рос. Евтино) — село у складі Біловського округу Кемеровської області, Росія.

## Населення
Населення — 941 особа (2010; 1050 у 2002).
Національний склад (станом на 2002 рік):
- росіяни — 98 %